# 천국의 문 (1980년 영화)
《천국의 문》(Heaven's Gate)은 1980년 제작된 미국의 서부 영화이다. 1890년대 와이오밍주에서 일어났던 존슨 카운티 전쟁을 바탕으로 제작되었으며, 마이클 치미노가 감독을, 크리스 크리스토퍼슨이 주연을 맡았다. 제작 당시부터 막대한 제작비, 긴 상영시간, 부정적인 언론평, 감독의 독단적인 제작 행태에 대한 여러 소문이 돌았다. 마침내 4천 4백만달러라는 엄청난 제작비가 들어간 영화가 개봉되었지만 북미 수입은 고작 3백만 달러에 그쳤다. 이와 같은 흥행 참패로 이 영화는 영화 역사상 최악의 흥행작 중 하나로 손꼽히게 되었다.
흥행 실패의 여파로 배급사였던 유나이티드 아티스츠사는 심각한 재정난을 겪었고, 결국 MGM사에 합병되어 MGM/UA 엔터테인먼트가 되었다. 또한 이는 당시 할리우드의 감독 위주의 영화 제작 관행에도 영향을 주었다. 영화 제작 과정에서 과거에 비해 영화사가 많은 권한을 갖고 감독 및 제작진을 통제하기 시작한 것이다.
주된 내용은 위에 언급한 바와 같이 '존슨 카운티 전쟁'을 배경으로 하여 미국 본토인들과 타대륙의 이주민들간의 갈등을 그렸으며 이는 곳 미국 아메리카 드림에 대한 허상과 더불어 미국의 어두운 역사에 대한 비판성을 가하고 있는데 작품이 다소 장황하고 지루한 면이 있잖은 것 뿐만 아닌 미국 내에서의 여론적인 분위기까지 맞물려 흥행에서 실패하게 되었다.
하지만 미국과 달리 보수적 이데올로기가 덜했던 유럽에서는 칸영화제에 출품되는 등 상반된 평가를 보이기도 하였다.

## 출연

### 주연
- 크리스 크리스토퍼슨
- 이자벨 위페르
- 크리스토퍼 월켄

### 조연
- 존 허트
- 샘 워터스톤
- 브래드 듀리프
- 조셉 거튼

## 기타
- 프로듀서: 찰스 오쿤
- 프로듀서: 윌리엄 레이놀즈
- 프로듀서: 찰스 오쿤
- 미술: 탐비 라슨
- 의상: J. 앨런 하이필
- 배역: 시스 코먼

## 같이 보기
- 혁명 (1985년 영화)